# Ридсбург (Висконсин)
Ридсбург (енгл. Reedsburg) град је у америчкој савезној држави Висконсин.

## Демографија
По попису из 2010. године број становника је 9.200, што је 1.373 (17,5%) становника више него 2000. године.
| Група             | 2000.         | 2010.         |
| Белци             | 7.568 (96,7%) | 8.566 (93,1%) |
| Афроамериканци    | 13 (0,2%)     | 52 (0,6%)     |
| Азијати           | 15 (0,2%)     | 39 (0,4%)     |
| Хиспаноамериканци | 124 (1,6%)    | 393 (4,3%)    |
| Укупно            | 7.827         | 9.200         |